# Casette di Cupigliolo
Casette di Cupigliolo is een plaats (frazione) in de Italiaanse gemeente Foligno.